# Hemithyrsocera leechi
Hemithyrsocera leechi är en kackerlacksart som först beskrevs av Roth, L. M. 1985.  Hemithyrsocera leechi ingår i släktet Hemithyrsocera och familjen småkackerlackor.
Artens utbredningsområde är Vietnam. Inga underarter finns listade i Catalogue of Life.